# Celleporina asymmetrica
Celleporina asymmetrica är en mossdjursart som beskrevs av Moyano 1985. Celleporina asymmetrica ingår i släktet Celleporina och familjen Celleporidae. Inga underarter finns listade i Catalogue of Life.